# Atlas Van der Hagen
De Atlas Van der Hagen is een verzamelatlas, die vermoedelijk werd samengesteld door de Amsterdamse koopman Dirk van der Hagen (1645-1710). Het origineel van deze atlas is in het bezit van de Koninklijke Bibliotheek in Den Haag.

## Origineel
De Atlas Van der Hagen bestaat uit vier delen met elk ongeveer honderd kaarten en prenten. Het is geen atlas in de huidige betekenis van het woord, dat wil zeggen een samengebonden reeks kaarten, maar een verzameling kaarten en topografische afbeeldingen, aangevuld met andere afbeeldingen zoals portretten, afbeeldingen van planten en dieren en mythologische taferelen. In totaal bevat het werk 488 kaarten en prenten in verschillende formaten die de vijf continenten betreffen. De platen zijn met de hand ingekleurd en met goud uitgelicht.

## Verzamelaar
In 1708 werd een atlas geveild uit het bezit van Dirk van der Hagen, een Amsterdamse koopman waarover verder vrijwel niets meer bekend is dan dat hij een grote collectie tekeningen en prenten bijeenbracht. In de Amsterdamsche Courant van 11 oktober 1710 werd aangekondigd dat alle de nagelaten papier-konst van wylen de Hr. Dirk van der Hagen' verkocht zouden worden. Een van de stukken die geveild werd, was 'een Atlas in 4 Deelen, ongemeen konstig met goud &c. overschildert van D. Jansz van Zanten, nooit so gesien.  
Het niet helemaal zeker dat Dirk van der Hagen de atlas heeft samengesteld. Er is ook een eerdere aankondiging op 14 september 1702 van de verkoop van ‘een Atlas in vier deelen, in ider 100 kaarten [...] extraordinary afgeset door Dirk Jansz. Van Zanten, nagelaten by wylen Jan Bus’. Dat zou kunnen betekenen dat Dirk van der Hagen de atlas in 1702 heeft gekocht en dat Jan Bus de verzamelaar van de kaarten en prenten is geweest.
Het is niet bekend wie de atlas na het overlijden van Dirk van der Hagen gekocht heeft in 1710. Wel wordt een dergelijke atlas in de literatuur over Dirk Jansz van Santen steevast genoemd, waarbij steeds vermeld wordt dat onbekend is waar die gebleven is. 
Omdat in de Koninklijke Bibliotheek een atlas te vinden is die aan de beschrijving in de krant voldoet, wordt tegenwoordig gedacht dat dit de verloren  gewaande atlas van Dirk van der Hagen is: de kaarten van beroemde kaartmakers als Joan Blaeu en zijn vader Willem Blaeu, Nicolaes Visscher II, Frederik de Wit en Jan Janssonius en de prenten van onder anderen Romeyn de Hooghe dateren uit de periode tot 1689. Bovendien bestaat de atlas in de Koninklijke Bibliotheek ook uit vier delen en wordt de inkleuring tegenwoordig inderdaad aan Van Santen toegeschreven. Op grond hiervan wordt aangenomen dat dit het exemplaar van Van der Hagen is. Het werk is sinds 1887 in het bezit van de Koninklijke Bibliotheek en afkomstig uit het legaat van Pieter Jan Baptist Carel Robidé van der Aa.

## Galerij

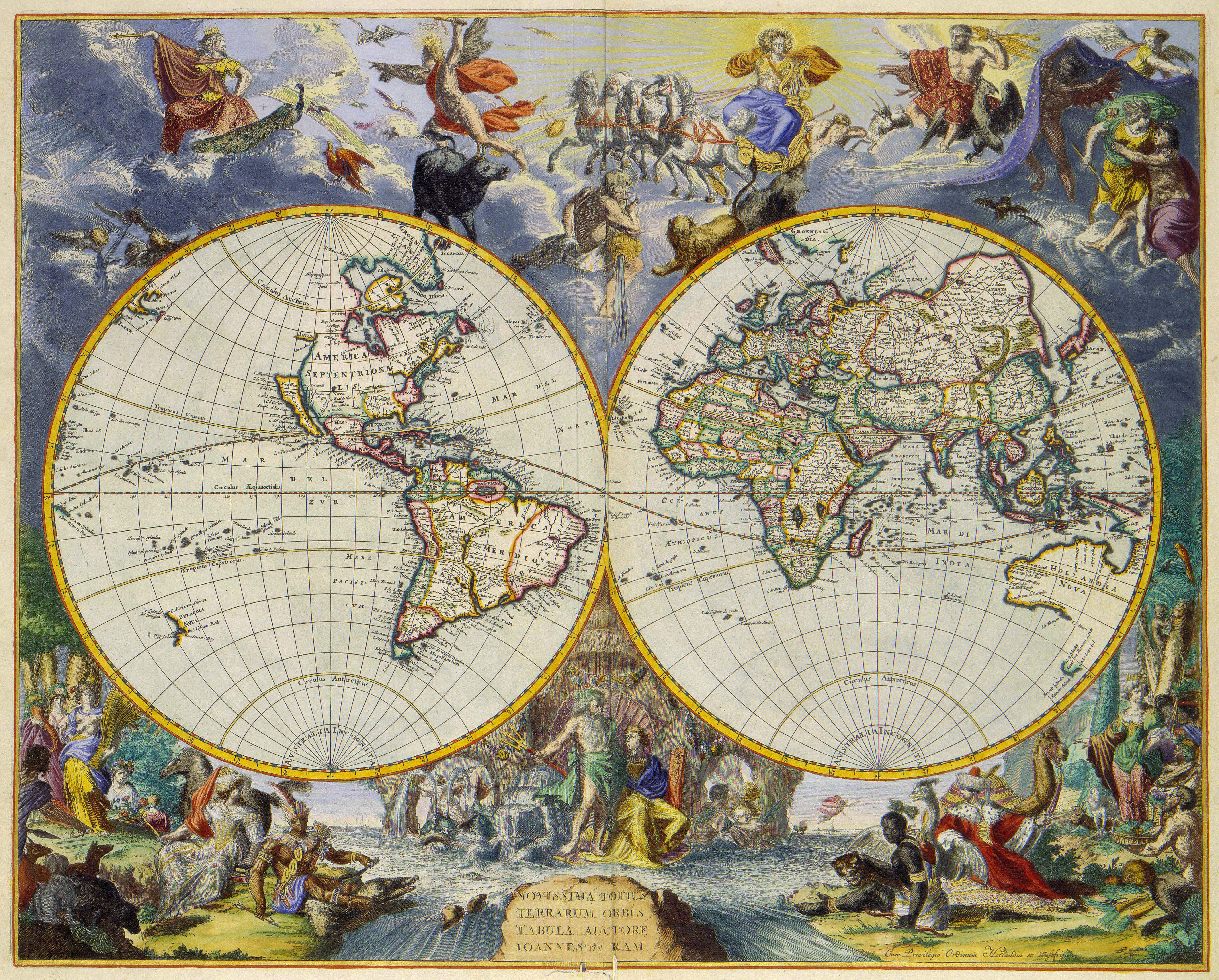
Wereldkaart in 2 hemisferen, 1679
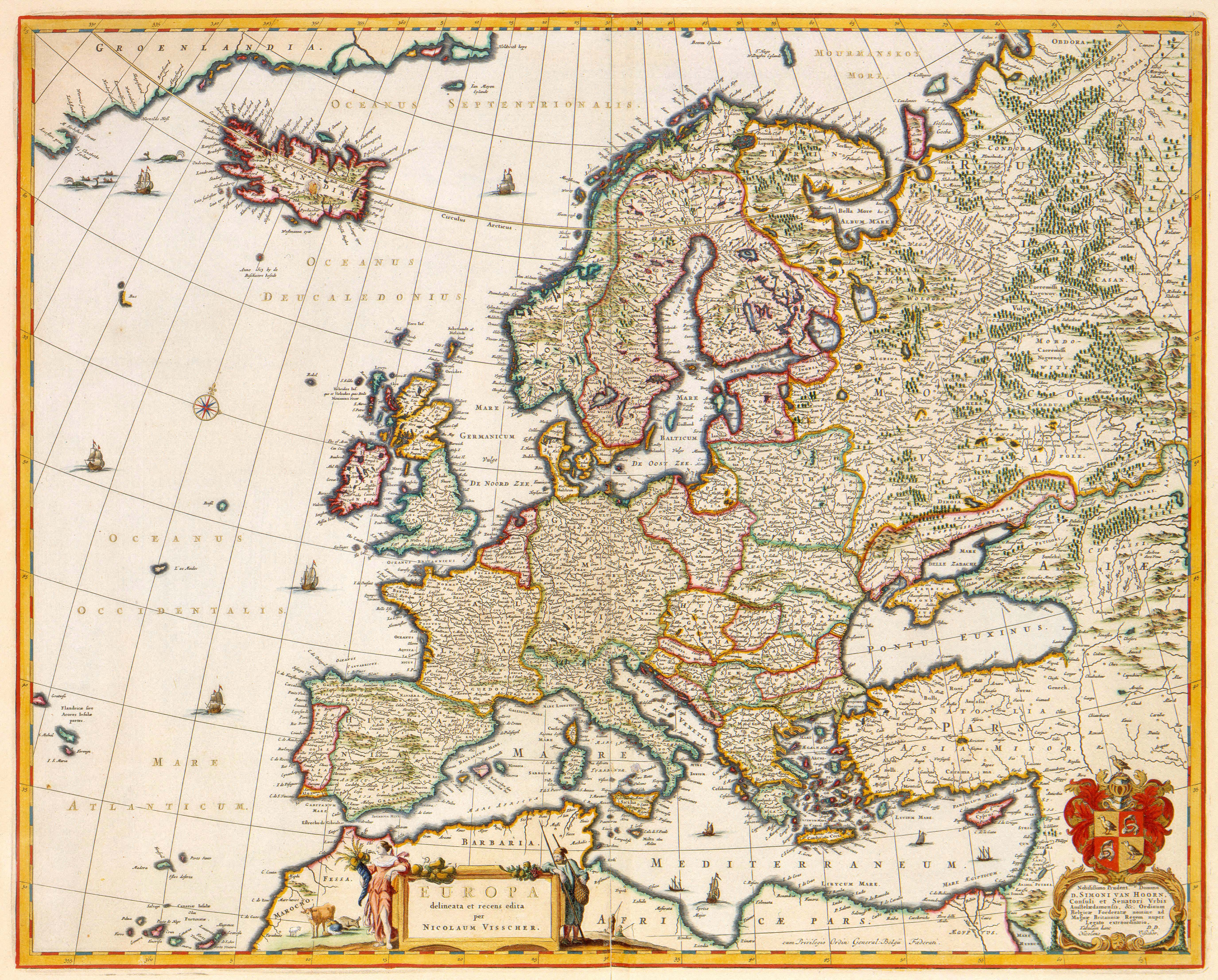
Europa, 1679
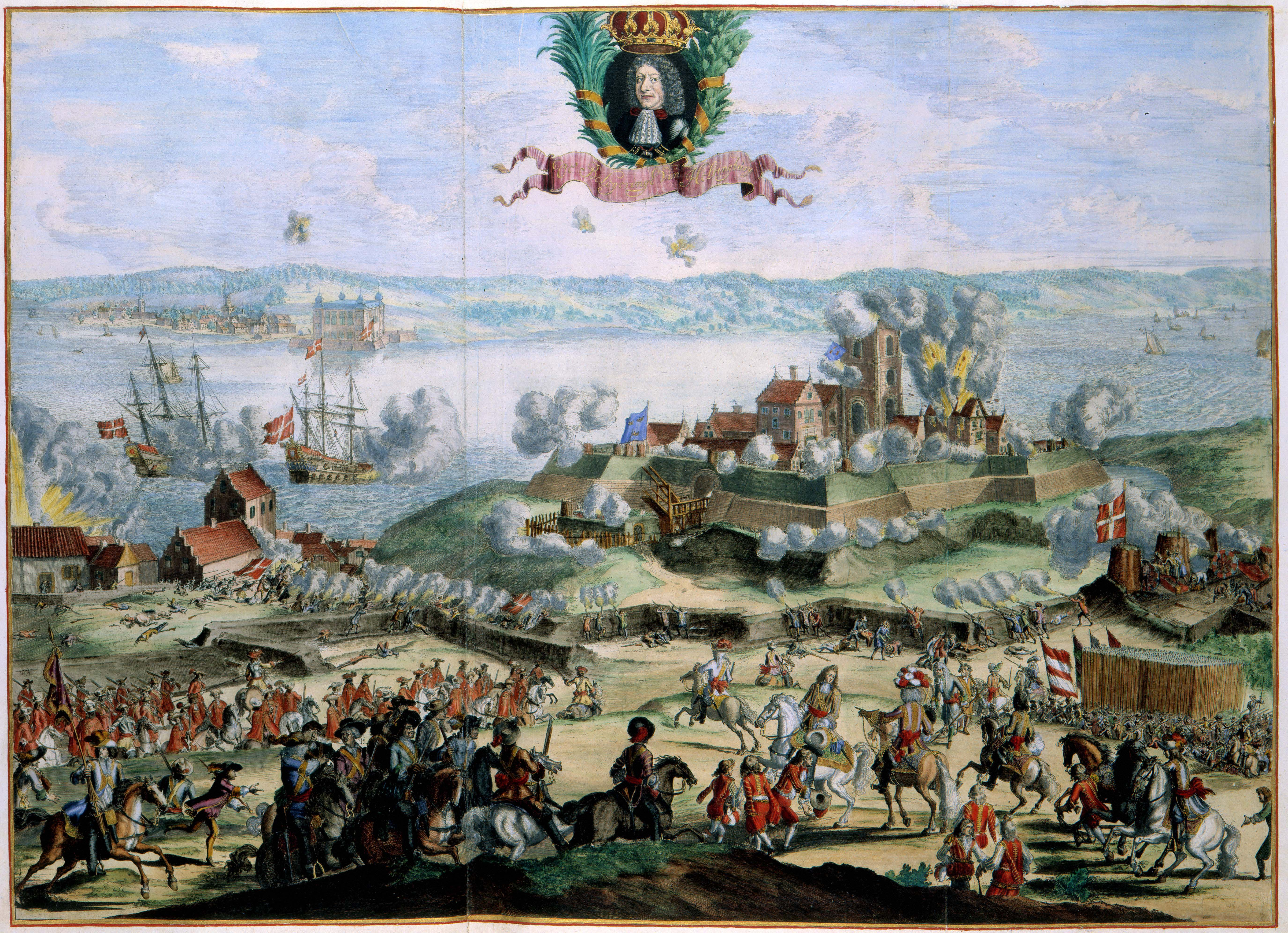
Het Deense beleg van de Zweedse stad Hälsingborg, 1675
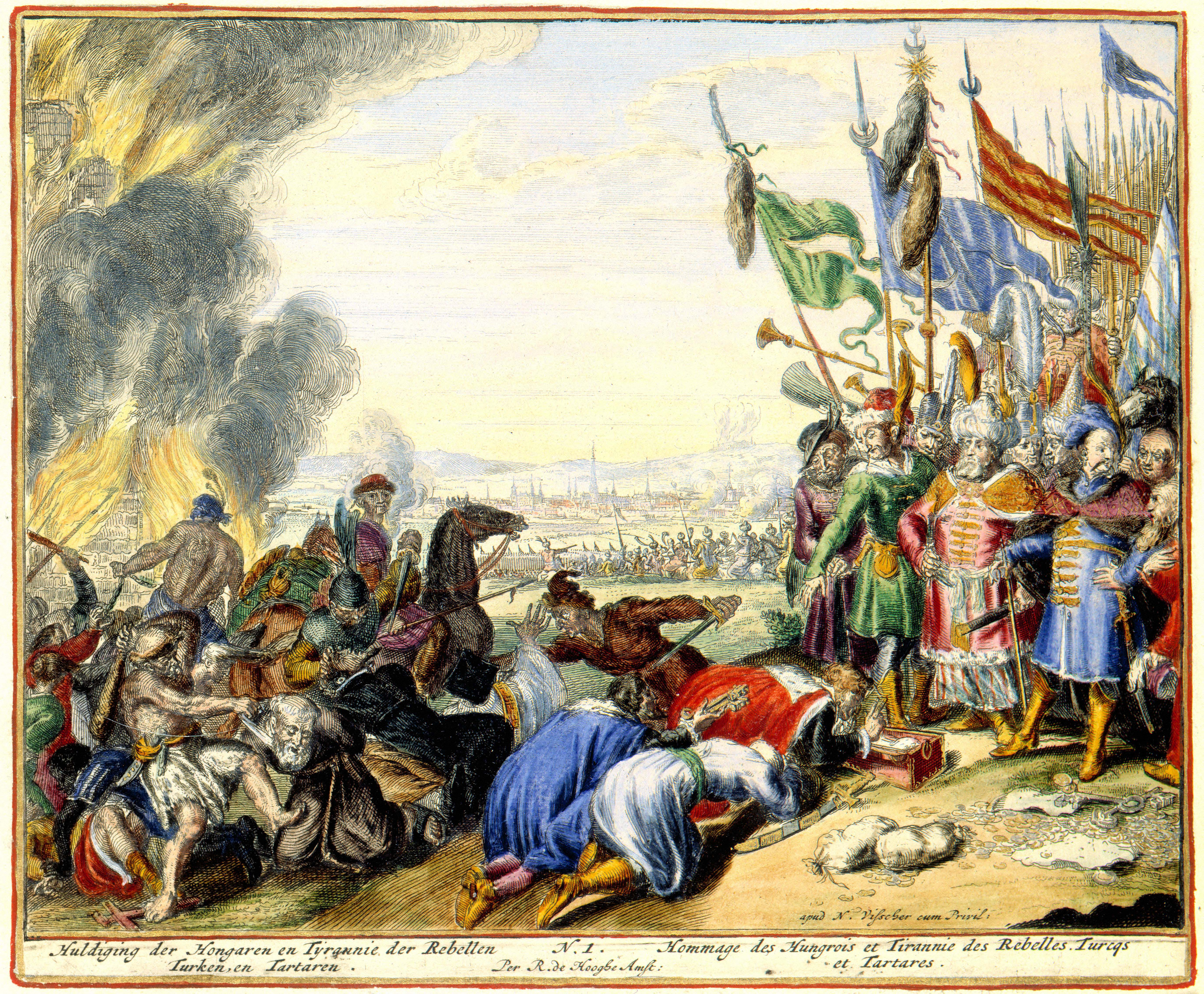
Huldiging der Hongaren en Tyrannie der Rebellen, Turken, en Tartaren - Beleg van Wenen (1529)
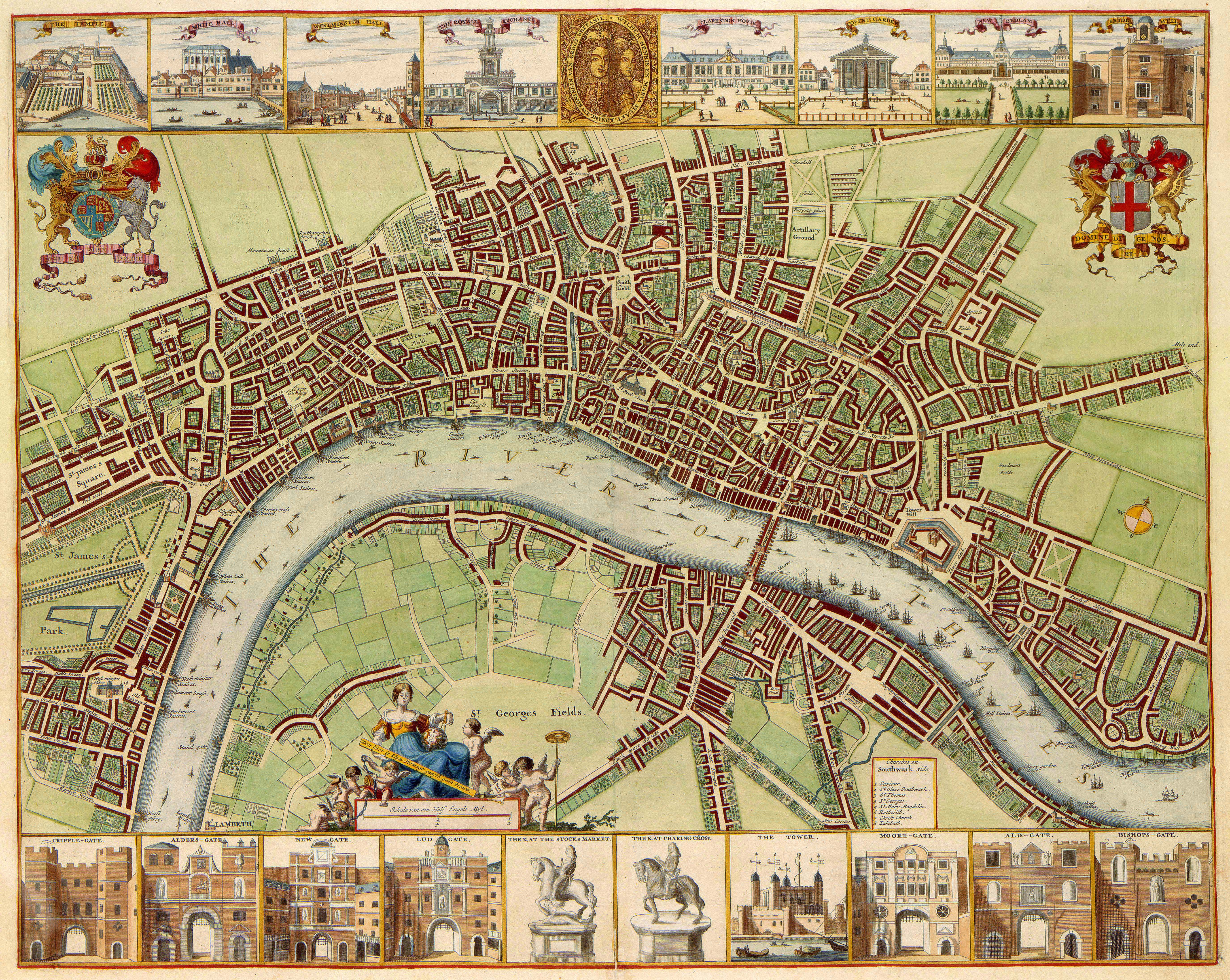
Plattegrond van de stad Londen, met in de bovenste kaartrand een dubbelportret van Willem III en Mary Stuart
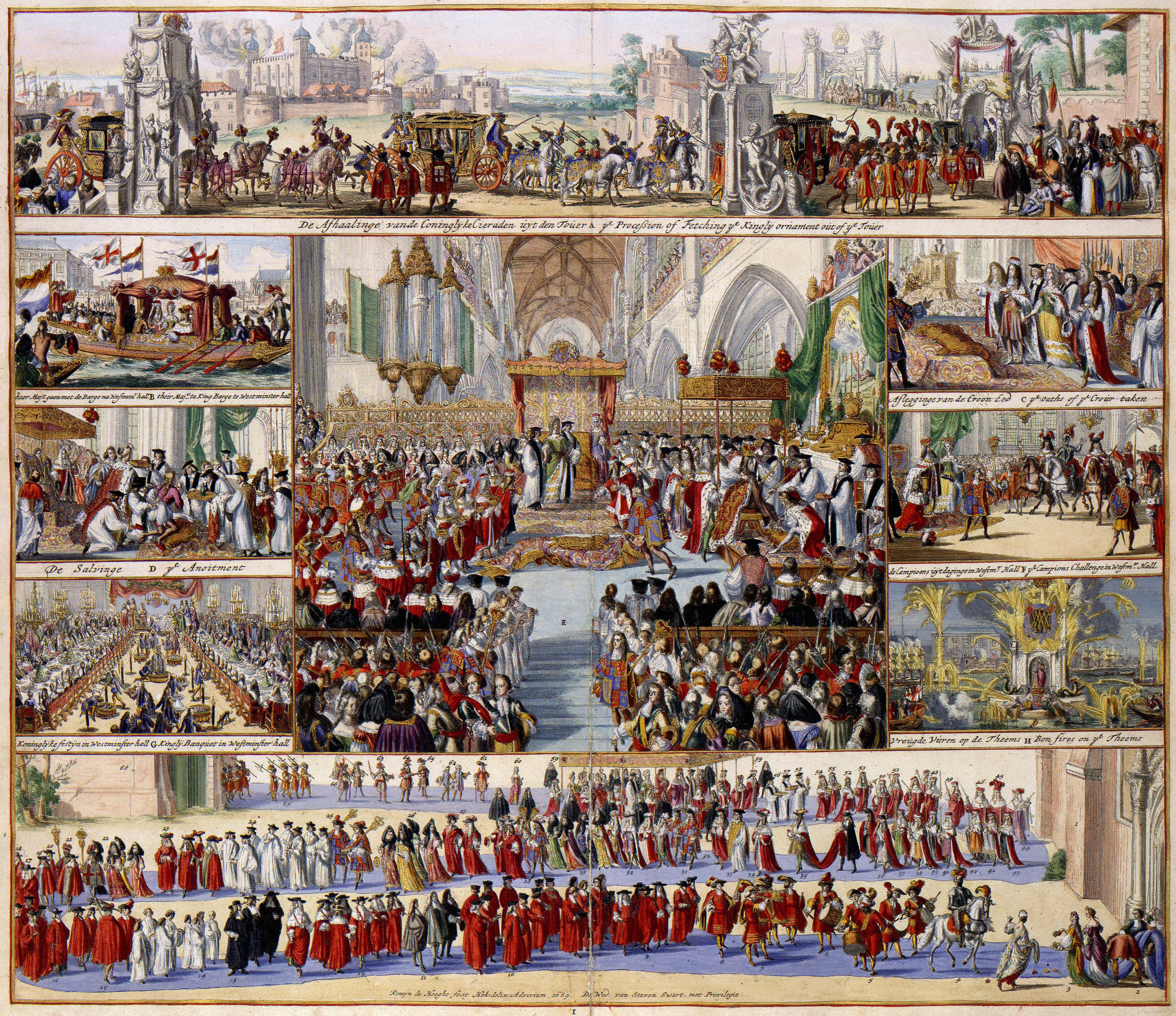
Alle de bijsondere en particuliere Ceremonien, geschied in en omtrent de Krooning WILLIAM de III en MARIA de II, 1689
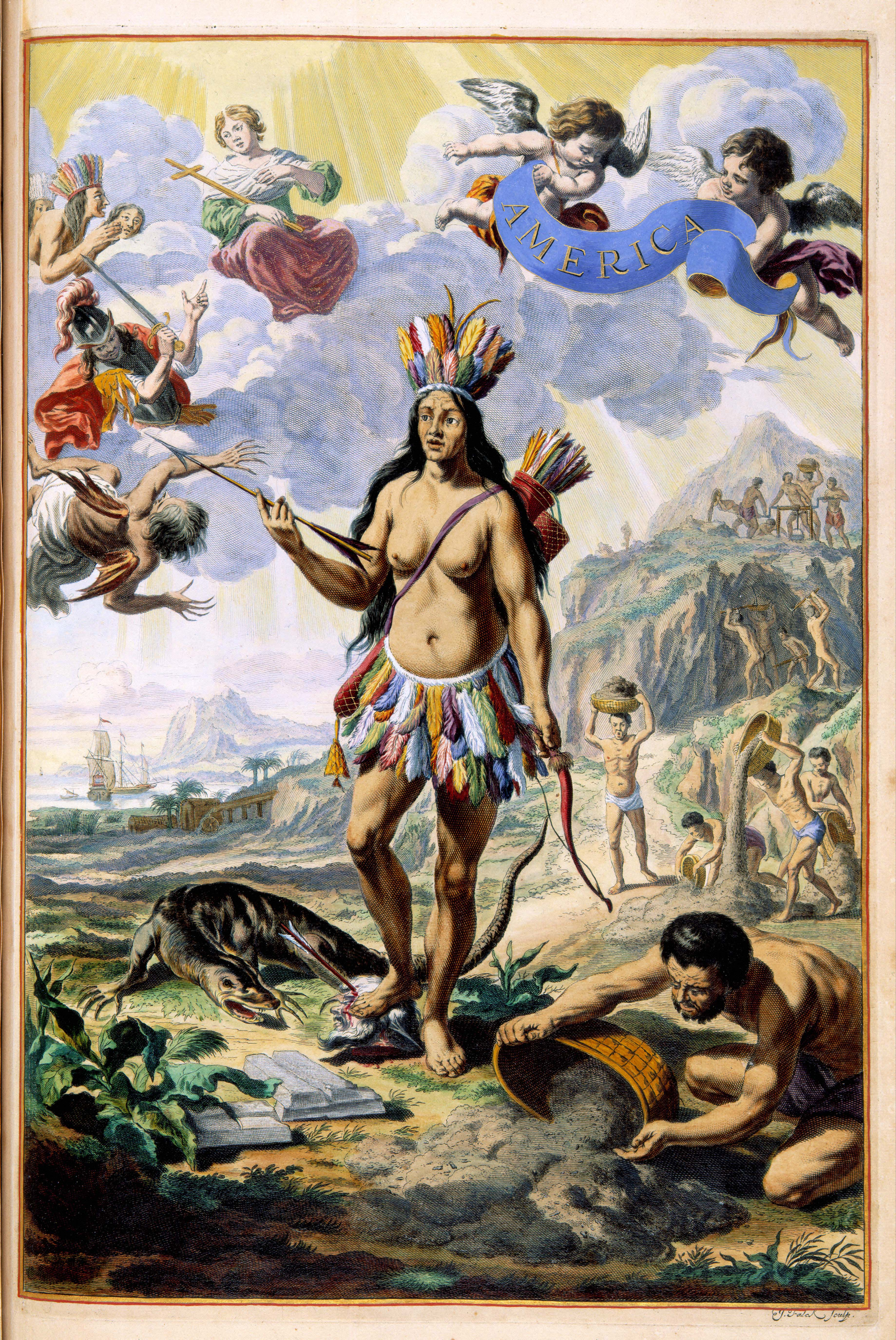
Titelblad America
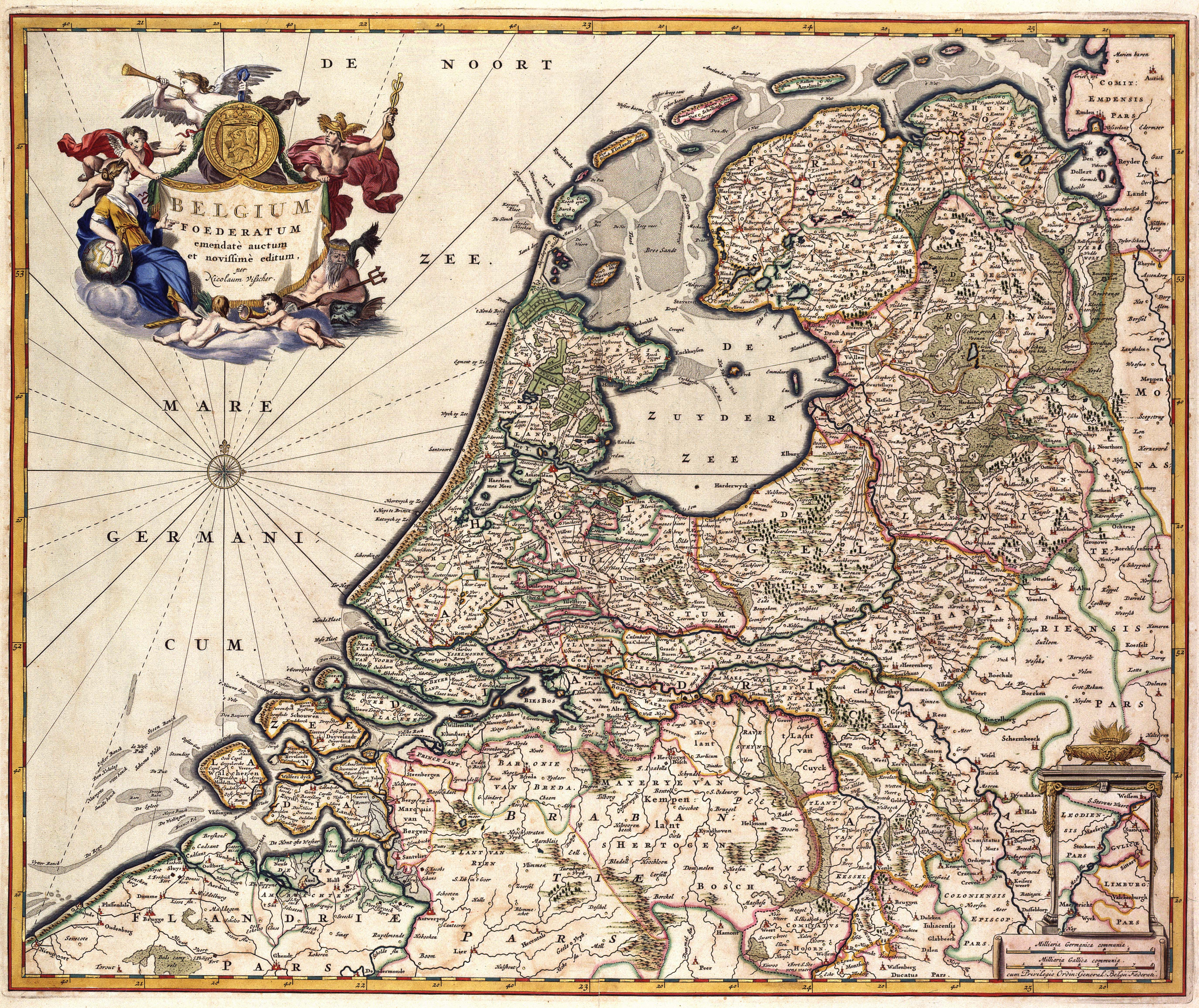
Nederland en België
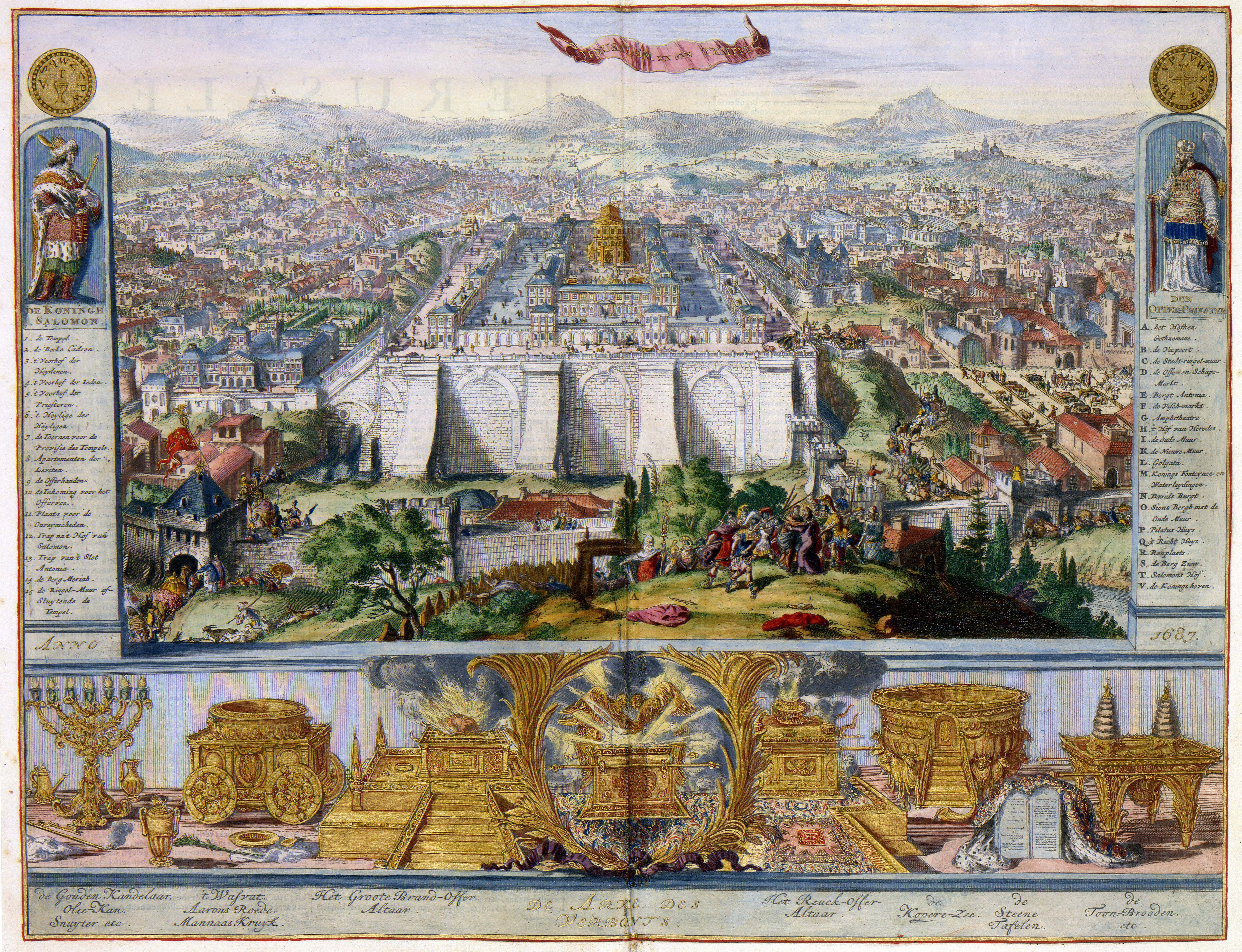
Ierusalem en syn tempel
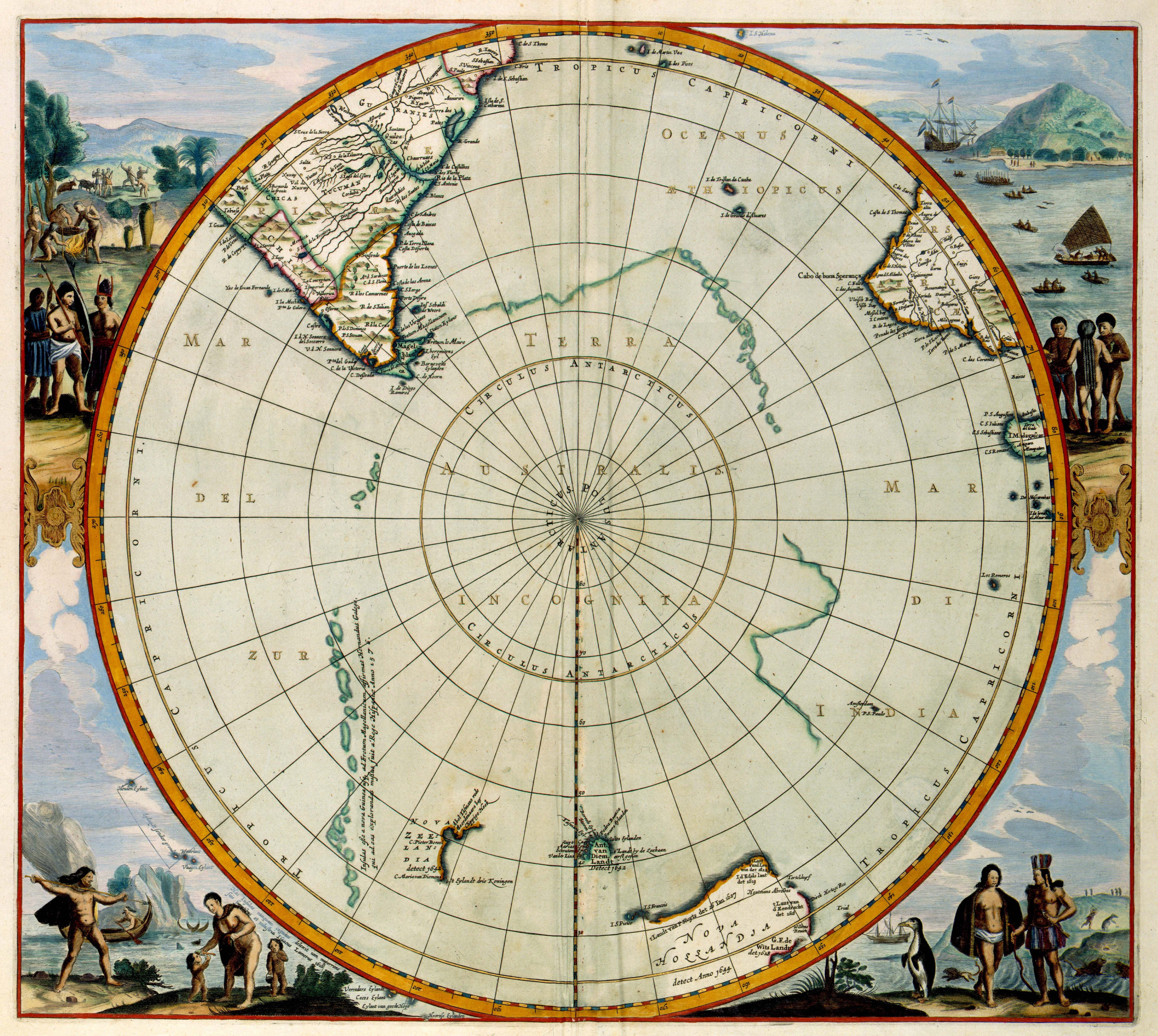
Kaart van de Zuidpool